# BirdWatchers
BirdWatchers (en italiano: La terra degli uomini rossi) es una película dramática brasileña-italiana de 2008 dirigida por Marco Bechis y protagonizada por Claudio Santamaria, Alicélia Batista Cabreira y Chiara Caselli. Representa el colapso de una comunidad de indígenas guaraní-kaiowa mientras intentaban reclamar su tierra ancestral de las manos de un terrateniente/façendeiro. Fue presentada en el Festival de Venecia, donde fue ovacionada.

## Trama
Basada en hechos reales, comienza con una canoa con turistas navegando por la jungla. De repente, se encuentran cara a cara con indios, desnudos, aparte de su pintura, con sus armas preparadas. Los turistas navegan entusiasmados. Los indios se ponen en sus zapatos y cobran su salario.
Los guaraníes, una de las comunidades indígenas más antiguas de Brasil, se ven obligados a vivir en una reserva. Un pequeño grupo decide irse y asentarse en un territorio tradicional que ha pertenecido a hombres blancos durante varias generaciones.

## Elenco
- Claudio Santamaria como Roberto
- Alicélia Batista Cabreira como Lia
- Chiara Caselli como Beatrice
- Abrísio da Silva Pedro como Osvaldo
- Ademilson Concianza Verga como Irineu
- Ambrósio Vilhalva como Nádio
- Matheus Nachtergaele como Dimas
- Fabiane Pereira da Silva como Maria
- Eliane Juca da Silva como Mami
- Nelson Concianza como Nhanderu
- Leonardo Medeiros como Moreira
- Inéia Arce Gonçalves como sirvienta
- Poli Fernandez Souza como Tito
- Urbano Palácio como Josimar

## Producción
La película se rodó en Dourados, Mato Grosso do Sul durante diez semanas en 2007 con un elenco cuya mayoría de miembros nunca había actuado antes y sin el uso de un guion.
Las canciones "Sacris solemnis" y "O gloriosa virginum" fueron compuestas por el jesuita italiano Domenico Zipoli, quien fue a Sudamérica para vivir en las Misiones Jesuíticas.

## Premios
- 2010 One World Media Award en la categoría Drama, por voto unánime del jurado.[3]